# Ulica Patrice’a Lumumby w Łodzi
Ulica Patrice'a Lumumby – ulica znajdująca się we wschodniej części Śródmieścia w Łodzi.

## Charakterystyka
Jest to krótka ulica między ul. Pomorską a ulicami Styrską i Strajku Łódzkich Studentów w 1981 roku. Od nazwy ulicy wzięła się nazwa osiedla studenckiego „Lumumbowo”. Przy ulicy znajdują się: Centrum Obsługi Studenta UŁ, przychodnia akademicka (Zespół Opieki Zdrowotnej dla Szkół Wyższych w Łodzi „PaLMA”), siedziba Samorządu Osiedla Akademickiego, siedziba Biura Karier UŁ, stołówka studencka, sklepy.
Do roku 1936 ulica nosiła nazwę Dolno Wschodnia. W roku 1936 ulicę przemianowano na Bystrzycką. W czasie okupacji niemieckiej podczas II wojny światowej ulicę nazwano Bodenseeweg (1940), a później Wulfilastrasse (1940–1945). Po wojnie przywrócono nazwę Bystrzycka, która obowiązywała do roku 1961, kiedy wprowadzono obecną nazwę. W 1971 roku dla fragmentu ulicy przywrócono dawną nazwę (Bystrzycka).